# Shirley Clamp

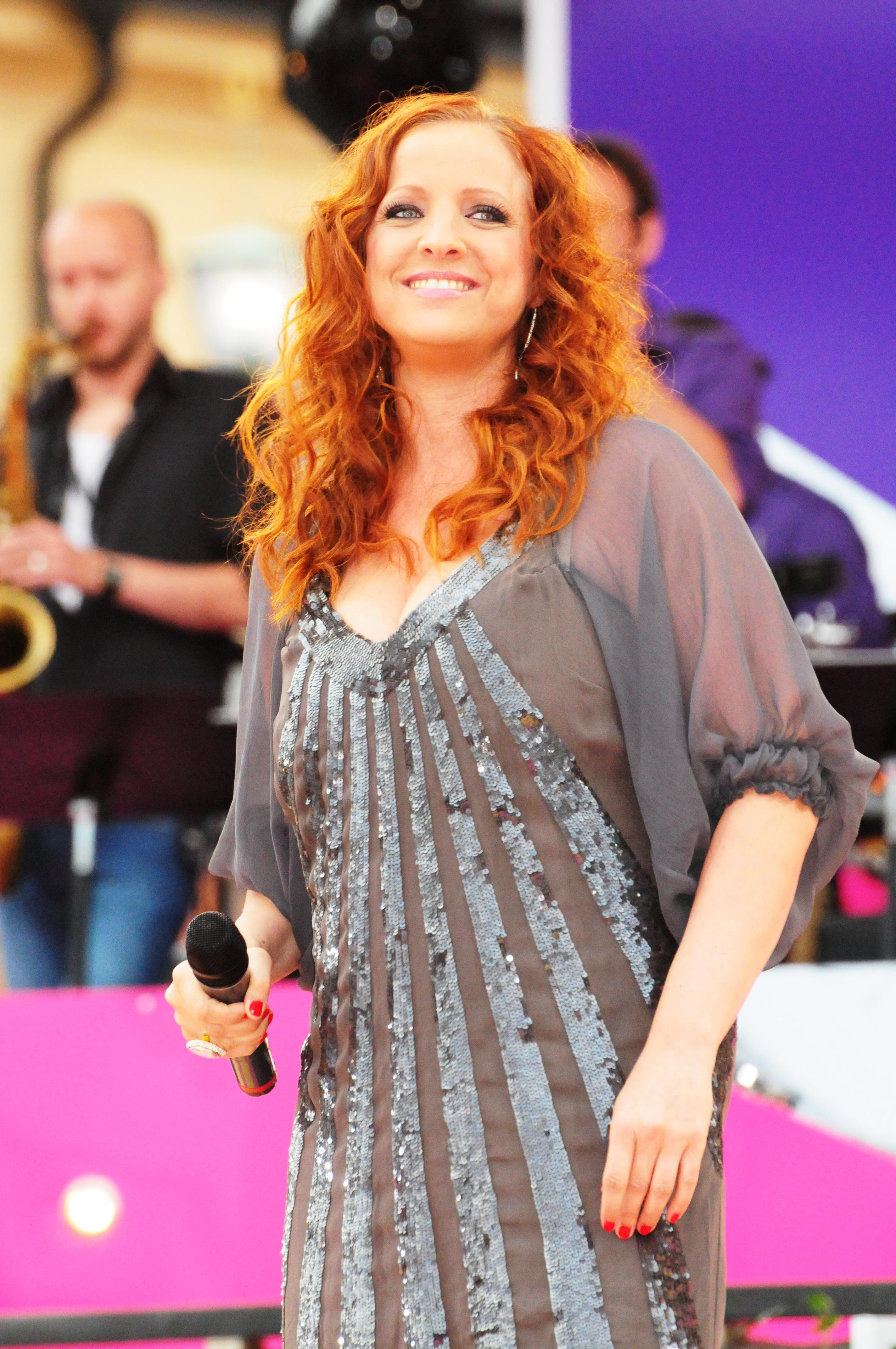
Shirley Clamp i Sommarkrysset 2009.

Shirley Natasja Clamp, född 17 februari 1973 i Viskafors i Kinnarumma församling i Borås kommun, är en svensk popsångare och låtskrivare som bland annat har deltagit flera gånger i den svenska Melodifestivalen.

## Karriär

### Utanför Melodifestivalen
Shirley Clamp är utbildad vid musikalartistutbildningslinjen på balettakademien i Göteborg. Hon har även studerat vid Musikteaterskolan i Bjärnum. Före sitt genombrott har hon arbetat bland annat på Blue Moon Bar Show i Stockholm och Wallmans Salonger i Malmö. 1989 deltog hon i en talangjakt som hon vann och 1994 vann hon talangjakten Stjärna i Göteborg. 1997 medverkade Shirley Clamp i finalen av Sikta mot stjärnorna, med låten "Show Me Heaven".
Hon medverkade som sångare i eurotechnogruppen Metrix under dess korta existens 1995 tillsammans med den andra sångaren Katie och den manlige rapparen Cream. Gruppen skapades och leddes av Ulf Ekberg från Ace of Base samt John Ballard och StoneStream. 
I början av 2000-talet lånade hon sin röst till inspelningar som användes av Rickard Engfors i hans dragshow. 2002 gjorde hon rösten åt hans och Christer Björkmans Pridelåt "La Vie (This is My Life)". Hon var även med i den musikvideo som spelades in. 
Shirley Clamp har körat bakom bland andra Markoolio, A-Teens och Ace of Base. Hon turnerade med Rhapsody in Rock 2005 med bland andra Robert Wells, Nanne Grönvall och Peter Jöback. Vidare har hon turnerat tillsammans och gjort julshow med vännerna och kollegorna Sonja Aldén och Sanna Nielsen. 
2005 var hon programledare för SVT:s Folktoppen tillsammans med Jovan Radomir och David Bexelius. 2006 var hon det tillsammans med Hans Rosenfeldt. Hon är huvudperson i ett avsnitt av Copycat Singers som sänds 2012.
Inför julen 2014 släppte hon jullåten av "En afton i december".
Hon var med i Klassfesten på TV4 år 2020.
2023 deltog hon i den tionde säsongen av Hela kändis-Sverige bakar på TV4.
2024 var hon med i Snödrömmar.

### Melodifestivalen och Eurovision Song Contest
Clamp körade bakom Antique i framförandet av det grekiska bidraget "(I Would) Die for You" i Eurovision Song Contest 2001. Bidraget slutade efter omröstningen på tredje plats. Året därpå stod hon i kören bakom Hanna och Lina i Melodifestivalen. Deras bidrag "Big Time Party" tog sig till final och kom där på nionde plats.
I Melodifestivalen 2003 deltog Clamp för första gången som soloartist med bidraget "Mr. Memory", men blev utslagen i sin delfinal. Samma år skrev hon bidraget You tillsammans med sin syster Tania och Jan Johansen. Bidraget framfördes av Pandora, men inte heller det tog sig vidare från delfinalerna. 2004 ställde hon återigen upp som soloartist och framförde "Min kärlek", som via Andra chansen gick till finalen och blev tvåa där. Låten blev hennes egentliga genombrott för en bredare publik och den vann senare under året National Finals Song Contest. Efter singeln kom hennes debutalbum Den långsamma blomman. Skivan innehåller en svenskspråkig version av Mr. Memory.
2005 deltog hon i Melodifestivalen igen med "Att älska dig", som hon varit med och skrivit. Den tog sig direkt till final och kom där på fjärde plats. Samma vår släppte hon sitt andra album Lever mina drömmar. 2006 gav hon ut ett coveralbum Favoriter på svenska, som bland annat innehöll "När kärleken föds", en svenskspråkig tolkning av Roxettes "It Must Have Been Love" från 1987. Den 24 oktober 2007 kom albumet Tålamod vari hon uttryckte sina tack till alla som varit så tålmodiga med henne och hennes liv i rampljuset. 
2009 medverkade Shirley Clamp i Melodifestivalen ännu en gång, med storfavoriten "Med hjärtat fyllt av ljus". Bidraget slutade på 8:e och sista plats i första deltävlingen och gick inte vidare.
Shirley Clamp var tillsammans med Edward af Sillén svensk kommentator för Eurovision Song Contest 2009.
Clamp deltog som del av trion Shirley's Angels i Melodifestivalen 2011 med bidraget "I Thought It Was Forever". De hamnade på en fjärdeplats i deltävlingen i Linköping och fick därför åka till andra chansen där de dock slogs ut.
Hon var även med i Melodifestivalen 2014, med bidraget Burning Alive, som blev utslagen med en sjätteplats i deltävling 3 i Göteborg.
Clamp var programledare för Andra chansen i Melodifestivalen 2021.
Hon deltog i den första deltävlingen av Melodifestivalen 2022 med bidraget "Let There Be Angels", som åkte ut med en sjätteplats.

## Familj
Namnet Shirley fick hon av sin far Colin som är engelsman och ville ge henne ett namn som inte gick att försvenska, men Clamp växte inte upp med honom. Hennes mamma heter Anita och hennes äldre syster Tania. Hon var tidigare tillsammans med Daniel Ottosson och de har en dotter född 2008.
Hennes farmor var halvindisk och halvtysk.

## Solodiskografi

### Album
- 2004 – Den långsamma blomman
- 2005 – Lever mina drömmar
- 2006 – Favoriter på svenska
- 2007 – Tålamod
- 2009 – För den som älskar - en samling

### Singlar
- 2002 – La Vie (This Is My Life) (med Christer Björkman, official pride song 2002)
- 2003 – Mr. Memory / soundfactory radio mix / soundfactory diva anthem / soundfactory hard queen dub
- 2003 – Jag fick låna en ängel
- 2004 – Min kärlek / lång radioremix / längre klubbremix / längre instrumental
- 2004 – Eviga längtan / evig radiomix / evig klubbmix
- 2004 – För den som älskar
- 2004 – Do They Know It's Christmas radio version / club version
- 2005 – Att älska dig radio mix / soundfactory radio remix / soundfactory klubb remix / soundfactory dub remix / karaoke mix
- 2005 – Mina minnen / remix feat. Group Avalon / En ny chans
- 2005 – Lite som du (med Robert Jelinek) / Ärliga blå
- 2006 – Lever mina drömmar / Längtan är allt jag har
- 2006 – När kärleken föds (svenskspråkig cover på Roxettes It Must Have Been Love)
- 2007 – Jag tar en annan väg
- 2007 – Tålamod (digital release)
- 2009 – Med hjärtat fyllt av ljus / oscar holter remix
- 2013 – Step By Step
- 2014 – Burning Alive

## Melodier på Svensktoppen
- Min kärlek - 2004
- Eviga längtan - 2004
- För den som älskar - 2004
- Att älska dig - 2005
- Mina minnen - 2005
- Lever mina drömmar - 2006
- När kärleken föds (It Must Have Been Love) - 2006
- Med hjärtat fyllt av ljus - 2009

### Missade listan
- Mr. Memory - 2003
- Jag fick låna en ängel - 2003
- Lite som du - 2005
- I en annan del av världen - 2006
- Jag tar en annan väg - 2006
- Tålamod - 2007
- Another Winter Night - 2008

## Teater

### Roller (ej komplett)
| År   | Roll       | Produktion                                                                          | Regi             | Teater                   |
| ---- | ---------- | ----------------------------------------------------------------------------------- | ---------------- | ------------------------ |
| 2022 | Abbedissan | Sound of Music Richard Rodgers, Oscar Hammerstein, Howard Lindsay och Russel Crouse | Ronny Danielsson | Kulturhuset Stadsteatern |

### Fotnoter
1. ↑  ”Svensk mediedatabas”. Arkiverad från originalet den 29 juli 2012. https://archive.is/20120729041630/http://smdb.kb.se/catalog/id/001796064. Läst 10 maj 2011.
2. ↑  Jorunn Amcoff (20 februari 2023). ”Här är deltagarna i Hela kändis-Sverige bakar 2023”. Allt om Mat. https://alltommat.expressen.se/artiklar/har-ar-deltagarna-i-hela-kandis-sverige-bakar-2023/. Läst 25 februari 2023.
3. ↑  ”Shirley Clamp - Burning Alive”. svt.se. Arkiverad från originalet den 19 mars 2014. https://web.archive.org/web/20140319130616/http://www.svt.se/melodifestivalen/artister/2014/shirley-clamp/. Läst 9 januari 2023.
4. ↑  Stina Dahlgren, Andreas Hansson, Torbjörn Ek, Natalie Demirian (5 februari 2022). ”Cornelia Jakobs glädje – gick vidare i Mello och hittade kärleken”. Aftonbladet. https://www.aftonbladet.se/nojesbladet/melodifestivalen/a/Or18Qb/melodifestivalen-2022-resultat-fran-deltavling-ett. Läst 5 februari 2022.
5. ↑  ”Markus bjuder in I Shirley Clamp I Chicken Tikka Masala, ny schlagerhit? I Markus Aujalay”. https://www.youtube.com/watch?v=Far1LGdsGNM. Läst 4 juni 2021.